# Converxencia Nacionalista Galega
Converxencia Nacionalista Gallega fou un partit polític gallec, d'orientació nacionalista de centredreta, que sorgí en 1992 d'una escissió de Coalició Gallega, dirigida per Adolfo de Abel Vilela. Tenia implantació, fonamentalment, en la província de Lugo i comptava amb regidors a Monforte de Lemos. El 1999, junt amb grups independents, donà origen a Iniciativa Galega.
Anteriorment havien estat les sigles adoptades per la coalició formada per Coalició Gallega i Centristes de Galícia a iniciativa de Victorino Núñez que es va presentar a les eleccions municipals de 26 de maig de 1991. A Ourense va participar també el Centre Democràtic i Social i la coalició va adoptar el nom de Converxencia Centristas de Galicia.

## Resultats electorals
- Eleccions municipals espanyoles de 1991: 52.198 vots (3,7%), 137 regidors
- Eleccions municipals espanyoles de 1995: 9.390 vots (0,59%), 18 regidors
- Eleccions municipals espanyoles de 1999: 2.643 vots (0,17%), 3 regidors